# Championnat d'Allemagne féminin de hockey sur glace
La Deutsche Fraueneishockey Liga (Ligue allemande de hockey sur glace féminin) est le nom actuel du championnat élite d'Allemagne de hockey sur glace féminin, organisée par la Deutscher Eishockey-Bund. Elle est également connue sous le nom de Fraueneishockey-Bundesliga.

## Historique
Créé en 1983, le championnat est joué sous la forme d'un tournoi final, ou Endrunde, qui opposait les meilleures équipes des ligues régionales. À partir de 1988, une ligue élite à proprement dite est instituée avec les équipes réparties en deux groupes, Nord et Sud, suivies d'un phase finale. Le 1er avril 2006, les équipes participantes votent pour le passage à une poule unique.

## Format
Pour la saison 2010-11, la DFEL compte sept équipes rassemblées au sein d'une poule unique. Chaque équipe affronte chaque adversaire à quatre reprises, deux fois à domicile et deux fois à l’extérieur. L'équipe finissant à la première place remporte le titre.
Il n'y a pas de relégation. Cependant le champion de 2.Liga Nord et le vainqueur du barrage entre les champions des ligues régionales de Bavière et de Bade-Wurtemberg peuvent prétendre à la promotion.

## Équipes pour la saison 2010-11
- EC Bergkamener Bären
- OSC Berlin
- Grefrather EC
- Kurpfalz Ladies
- ECDC Memmingen
- ESC Planegg/Würmtal
- SC Riessersee

## Palmarès
| Saison       | Champion                | Deuxième                | Troisième               |
| ------------ | ----------------------- | ----------------------- | ----------------------- |
| Endrunde     |                         |                         |                         |
| 1983-84      | ESG Esslingen           | EC Bergkamener Bären    | ESV Kaufbeuren          |
| 1984-85      | EHC Eisbären Düsseldorf | EV Füssen               | ESG Esslingen           |
| 1985-86      | EHC Eisbären Düsseldorf | EC Bergkamener Bären    | EDM Köln                |
| 1986-87      | EHC Eisbären Düsseldorf | ESG Esslingen           | EV Füssen               |
| 1987-88      | Mannheimer ERC WildCats | EHC Eisbären Düsseldorf | ESG Esslingen           |
| 1.Bundesliga |                         |                         |                         |
| 1988-89      | EHC Eisbären Düsseldorf | Mannheimer ERC WildCats | ESG Esslingen           |
| 1989-90      | Mannheimer ERC WildCats | EHC Eisbären Düsseldorf | OSC Berlin              |
| 1990-91      | OSC Berlin              | EHC Eisbären Düsseldorf | Mannheimer ERC WildCats |
| 1991-92      | Mannheimer ERC WildCats | Neusser EC              | EC Bergkamener Bären    |
| 1992-93      | Neusser EC              | Mannheimer ERC WildCats | TuS Geretsried          |
| 1993-94      | TuS Geretsried          | Mannheimer ERC WildCats | Neusser EC              |
| 1994-95      | ESG Esslingen           | DEC Tigers Königsbrunn  | TuS Geretsried          |
| 1995-96      | ESG Esslingen           | TuS Wiehl               | TuS Geretsried          |
| 1996-97      | ESG Esslingen           | TuS Wiehl               | Grefrather EC           |
| 1997-98      | ESG Esslingen           | Mannheimer ERC WildCats | TuS Geretsried          |
| 1998-99      | Mannheimer ERC WildCats | TuS Geretsried          | ESC Planegg/Würmtal     |
| 1999-00      | Mannheimer ERC WildCats | TuS Geretsried          | TuS Wiehl               |
| 2000-01      | SV Kornwestheim         | TuS Geretsried          | EC Bergkamener Bären    |
| 2001-02      | SV Kornwestheim         | SC Riessersee           | OSC Berlin              |
| 2002-03      | SV Kornwestheim         | OSC Berlin              | ESC Planegg/Würmtal     |
| 2003-04      | SV Kornwestheim         | OSC Berlin              | SC Riessersee           |
| 2004-05      | EC Bergkamener Bären    | SV Kornwestheim         | OSC Berlin              |
| 2005-06      | OSC Berlin              | ESC Planegg/Würmtal     | SV Kornwestheim         |
| 2006-07      | OSC Berlin              | ESC Planegg/Würmtal     | SC Riessersee           |
| 2007-08      | ESC Planegg/Würmtal     | OSC Berlin              | SC Riessersee           |
| 2008-09      | OSC Berlin              | ESC Planegg/Würmtal     | EC Bergkamener Bären    |
| 2009-10      | OSC Berlin              | ESC Planegg/Würmtal     | EC Bergkamener Bären    |
| 2010-11      | ESC Planegg/Würmtal     | OSC Berlin              | EC Bergkamener Bären    |
| 2011-12      | ESC Planegg/Würmtal     | ECDC Memmingen          | EC Bergkamener Bären    |
| 2012-13      | ESC Planegg/Würmtal     | ECDC Memmingen          | OSC Berlin              |
| 2013-14      | ESC Planegg/Würmtal     | OSC Berlin              | ECDC Memmingen          |
| 2014-15      | ESC Planegg/Würmtal     | ECDC Memmingen          | ERC Ingolstadt          |
| 2015-16      | ECDC Memmingen          | ESC Planegg/Würmtal     | ERC Ingolstadt          |
| 2016-17      | ESC Planegg/Würmtal     | ERC Ingolstadt          | ECDC Memmingen          |
| 2017-18      | ECDC Memmingen          | ESC Planegg/Würmtal     | ERC Ingolstadt          |

|    | Équipe                  | Médaille d'or | Médaille d'argent | Médaille de bronze | Total |
| -- | ----------------------- | ------------- | ----------------- | ------------------ | ----- |
| 1  | ESC Planegg/Würmtal     | 7             | 6                 | 2                  | 15    |
| 2  | OSC Berlin              | 5             | 5                 | 4                  | 14    |
| 3  | Mannheimer ERC WildCats | 5             | 4                 | 2                  | 11    |
| 4  | ESG Esslingen           | 5             | 1                 | 3                  | 9     |
| 5  | EHC Eisbären Düsseldorf | 4             | 3                 | 0                  | 7     |
| 6  | SV Kornwestheim         | 4             | 1                 | 2                  | 7     |
| 7  | ECDC Memmingen          | 2             | 3                 | 2                  | 7     |
| 8  | TuS Geretsried          | 1             | 3                 | 4                  | 8     |
| 9  | EC Bergkamener Bären    | 1             | 2                 | 5                  | 8     |
| 10 | Neusser EC              | 1             | 1                 | 1                  | 3     |
| 11 | TuS Wiehl               | 0             | 2                 | 1                  | 3     |
| 12 | SC Riessersee           | 0             | 1                 | 3                  | 4     |
| 13 | ERC Ingolstadt          | 0             | 1                 | 3                  | 4     |
| 14 | EV Füssen               | 0             | 1                 | 1                  | 2     |
| 15 | DEC Tigers Königsbrunn  | 0             | 1                 | 0                  | 1     |
| 16 | ESV Kaufbeuren          | 0             | 0                 | 1                  | 1     |
| -  | EDM Köln                | 0             | 0                 | 1                  | 1     |
| -  | Grefrather EC           | 0             | 0                 | 1                  | 1     |

## Coupe d'Allemagne
Depuis la saison 2001-02, la DEB organise une coupe d'Allemagne féminine. Il s'agit d'un tournoi joué sur deux jours qui clôt la saison. Il oppose les six meilleures équipes de l'élite réparties en deux groupes de trois. Les matchs de groupe sont joués le premier jour en trois périodes de 15 minutes. Les matchs de classement sont disputés le deuxième jour en trois périodes de 20 minutes.
| Saison  | Vainqueur            | Finaliste           |
| ------- | -------------------- | ------------------- |
| 2001-02 | Grefrather EC        | EHC Memmingen       |
| 2002-03 | WSV Braunlage        | ERC Sonthofen       |
| 2003-04 | Grefrather EC        | ECDC Memmingen      |
| 2004-05 | Grefrather EC        | ESC Planegg/Würmtal |
| 2005-06 | EC Bergkamener Bären | ECDC Memmingen      |
| 2006-07 | EC Bergkamener Bären | ESC Planegg/Würmtal |
| 2007-08 | OSC Berlin           | Hamburger SV        |
| 2008-09 | OSC Berlin           | ECDC Memmingen      |
| 2009-10 | ESC Planegg/Würmtal  | OSC Berlin          |
| 2010-11 | OSC Berlin           | ESC Planegg/Würmtal |